# 伊凡·高列夫
伊凡·佩特科夫·高列夫（英語：Ivan Petkov Kolev，1930年11月1日—2005年7月1日），是一名已退役的保加利亞足球運動員，
高列夫曾經代表保加利亞參加1962年世界盃和1966年世界盃，他還代表保加利亞國奧隊出場，並在 1956年夏季奧運會上獲得銅牌。 
高列夫從1945年到1948年效力於索菲亞體育會；1949年到1950年效力VVS索菲亞；1950年到1967年效力索菲亞中央陸軍（304場比賽，聯賽攻入90球），之後在1967-68年賽季效力於斯利文。他是第一位獲得金球獎提名的保加利亞球員。

## 資料來源
1. ↑  1962 FIFA World Cup Chile 的存檔，存档日期2011-07-22.
2. ↑  . Olympedia.   [2021-11-11]. （原始内容存档于2022-09-22）.